# 諏訪神社 (さいたま市見沼区南中野)

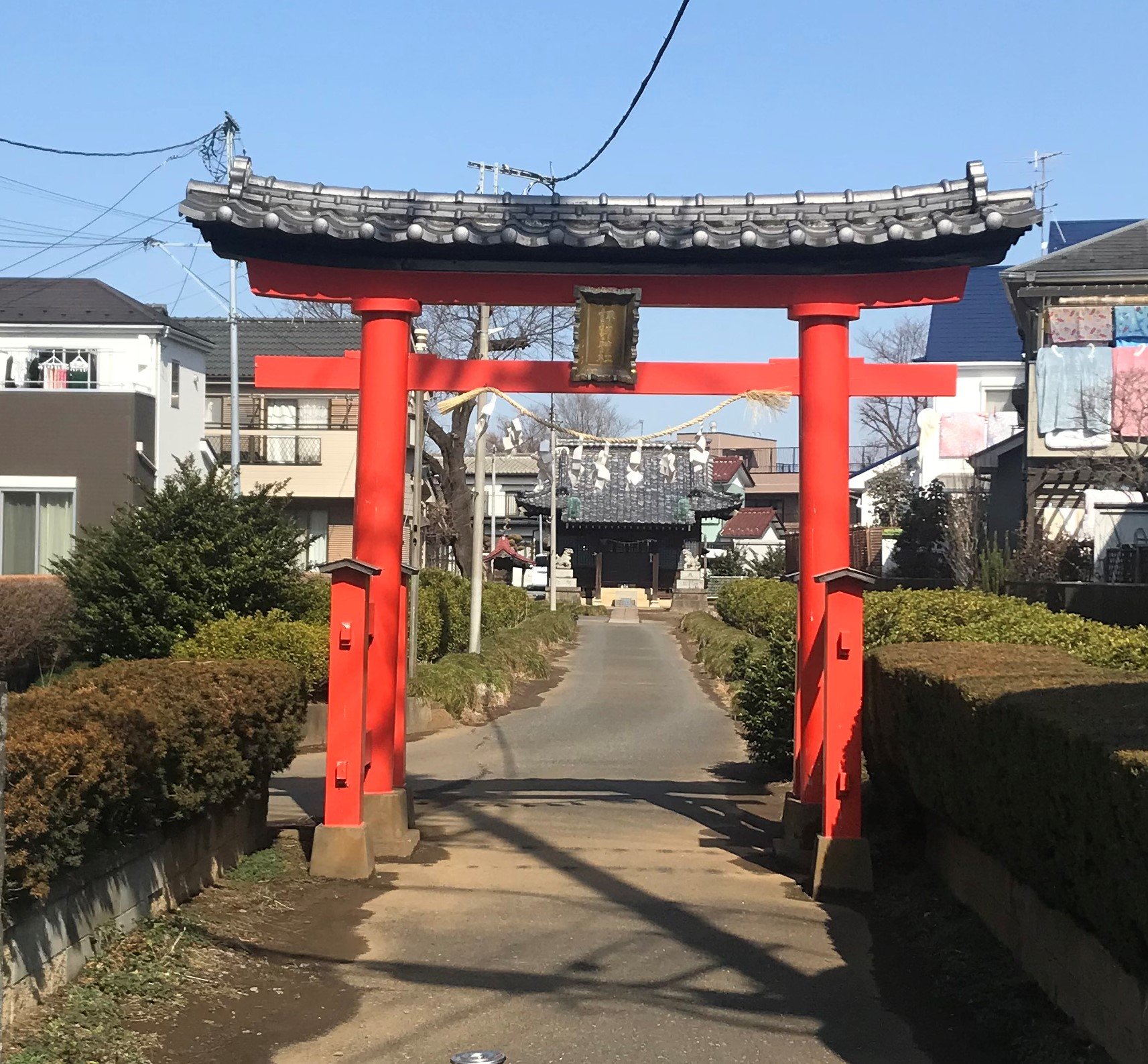
鳥居

諏訪神社（すわじんじゃ）は、埼玉県さいたま市見沼区の神社。

## 歴史
創建年代は不明である。ただ徳川家康が関東地方の新領主になった頃に諏訪大社から分霊を勧請したといわれている。また、それ以前に出城があったといわれており、何らかの軍神が勧請されていた可能性もある。
1873年（明治6年）、近代社格制度に基づく「村社」に列せられたが、1907年（明治40年）の神社合祀により、中山神社に合祀されてしまった。ただ社殿はそのまま残り、祭祀も継続された。戦後の1947年（昭和22年）に復祀（再興）された。

## 交通アクセス
- 路線バス東新井団地停留所より徒歩2分。